# Laaber
Laaber là một đô thị ở huyện Regensburg bang Bayern thuộc nước Đức.